# Eelckje van Bouricius
Eelckje van Bouricius (Leeuwarden, circa 1619 - 2 april 1682) schreef enkele gedichten en behoort tot het Friese geslacht Bouricius.

## Biografie
Eelckje van Bouricius werd omstreeks 1619 geboren in Leeuwarden als oudste dochter van Hector van Bouricius en Houckje van Hilama. Vader Hector was een jurist en raadsheer aan het Hof van Friesland. Eelckje is gedoopt op 9 mei 1619.
Op 25 januari 1635 trouwde Eelckje van Bouricius, toen 15 jaar oud, met de 28-jarige Epeus (Ipcke) Glinstra die net als haar vader advocaat was, en van 1638 tot 1659 griffier van het Hof van Friesland. Het paar woonde in Leeuwarden, maar had een buitenhuis in Blessum (ten westen van Leeuwarden): Ringiastate. 
Op het gebied van kinderen hadden Eelckje van Bouricius en Epeus Glinstra geen geluk. Er werden in totaal 13 kinderen geboren, van wie er maar twee de volwassen leeftijd bereikten, namelijk Hector (1647-1705) en Oene Frederik (1656-1682).

## Dichtwerk
Er is weinig bekend over de gedichten van Eelckje van Bouricius en er is ook niet veel bewaard gebleven. Zo wenste ze gravin Sophie Anna van Pipenpoy van Liauckamastate in Sexbierum middels een gedicht een goede reis toe. Het gedicht zelf is niet bewaard gebleven, maar wel het bedankbriefje. Het oudste werk van Eelckje wat bewaard gebleven is een lofdicht op de vrede van Münster, bestaande uit 92 regels. In 1652 stuurde ze Constantijn Huijgens een gegraveerd glas en een gedicht als dank voor het present-exemplaar van zijn boek Ooghen-troost.

## Werken van Eelckje
- ‘Rym-gedicht, passende op den staet des landts en het tractaet van den vrede, gemaeckt tot Munster’, in: Den geestelycken alarm […] Tot een toegift noch een verklaringh over den 124. Psalm, passende op den tegenwoordighen vrede, tusschen desen Staet en den Koningh van Spanje, Adrianus Hasius, (Leeuwarden 1648), pagina's 523-525.
- Twee drempelverzen in Hemelsche troostborne, Sybille van Griethuysen e.a. (Leeuwarden 1651).
- ‘Op ’t cruyt-hoff van den heer H. Muntingh’, in: De weeckwercken, Johan van Nyenborgh (Groningen 1657), pagina's 302-303.
- Drie gedichten [waaronder ‘Bladen voor daden’] in: Het wonder-toneel ofte lust-hof der histori-paerlen, Johan van Nyenborgh (Groningen 1657), pagina's 302-303, 314-315. In het bezit van de Koninklijke Bibliotheek

Haar gedicht aan Huygens wordt bewaard in de Universiteitsbibliotheek van Leiden.
- Biografisch Portaal: 52922488
- Digitale Bibliotheek voor de Nederlandse Letteren: bour006
- International Standard Name Identifier: 0000 0003 8832 6189
- Nederlandse Thesaurus van Auteursnamen: 317831704
- Virtual International Authority File: 281482888
- WorldCat: E39PBJp66hKjFhx796DhJpwKVC